# 池上まひろ
池上 まひろ（いけがみ まひろ、1982年6月15日）は、日本のAV女優。

## 略歴・人物
2014年10月、マドンナの専属女優「白川千織（しらかわ ちおり）」としてAVデビュー。プロダクションCLAP所属。
2015年3月に専属を離れ他メーカーにも出演するが、同年で活動休止。
2017年より「池上まひろ」として活動を再開。

## 出演作品

### アダルトDVD
2014年
- 人妻 白川千織32歳 AV Debut 産休後のセックスレスボディを責められたい ママさんOL初撮りドキュメント（10月25日、マドンナ）
- 友人の姉（11月25日、マドンナ）
- 妻を元彼に寝取られて…。（12月25日、マドンナ）

2015年
- タイトスカートを穿かされて…。（1月25日、マドンナ）
- 私、夫のいない自宅で犯されています。（3月7日、マドンナ）
- 幸福をもたらす下町のおでん屋さんの女将さん（3月25日、セレブの友）
- 友達の母親 －最終章－（3月26日、センタービレッジ）
- 近親［無言］相姦 隣にお父さんがいるのよ…（4月19日、ヴィーナス）
- ダンナにバレたらタダじゃ済まない、唾液まみれの性行為 狂おしき濃厚接吻と愛欲セックスに溺れる 人妻3本立て（4月23日、ヒビノ）他出演:筒井まりか、青山りん
- 痴熟女ザーメン狩り 美しき痴女6人の精液搾りチ○ポ責め極上快楽!（6月25日、セレブの友）他出演:二宮沙樹、広瀬奈々美、蓮実クレア、岡咲かすみ、工藤美紗

2017年
- 若妻…七日間のM奴隷契約 肢体だけじゃなく心まで、絶望的に蹂躙されて… 「あゝ…あなたに見られながら堕ちてゆく私をゆるして…」 夫の失態を庇うべく、究極の辱めに身を委ねる美人妻…しかし体の芯からは妖しい疼きが湧きはじめた…。（6月25日、オーロラプロジェクト・アネックス）
- 感じすぎていっぱいおもらしごめんなさい… 6（7月13日、セレブの友）
- 嫁と義父 禁断の欲望 媚薬で堕ちた嫁は欲望に逆らえず旦那に内緒で家庭内セックス（7月20日、ヒビノ）
- 僕のペットの義母 8（8月13日、セレブの友）
- 五つ星 美人妻ナンパ中出し 紳士と淑女の本気SEXドキュメント4時間SP（8月15日、ロータス）他出演:紗々原ゆり、青山はな、北川ゆず
- 自画撮り 超快感! 止まらない指ピストン 本能剥き出し 連続絶頂オナニー（8月15日、プリモ）他出演:白咲ゆず、玉木くるみ、朝桐光、美咲結衣、さくらみゆき、青山はな、春原未来 ほか
- うちの妻・T春(31)を寝取ってください 68 結婚四年目 自営業 子供一人（8月25日、ゴーゴーズ）※「T春」名義
- 実はかなりのヤリマンだった!?妻の会社の飲み会で録画された旦那の知らない妻のお宝セックスビデオ（8月31日（レンタル）/9月8日（セル）、LEO）共演:青山はな
- 突然できた若くてキレイな義母が裸族（9月7日、アイエナジー）他出演:中村日咲、水谷なな、月宮こはる
- 人妻湯恋旅行 107 〜秘蜜〜 人妻ちはる(31歳)の場合（9月8日、ゴーゴーズ）※「ちはる」名義
- フェロモンむんむんで昔からイタズラ好きの母さんの妹が童貞の僕に勃起薬を飲ませて効き具合をお試ししてきた!? キキすぎちゃった甥っ子チ○ポは筆おろしだけじゃおさまらない鬼勃起した近親棒で何度も突き刺し絶倫交尾!?（9月22日、SCOOP）他出演:中村日咲、葵千恵、唯川千尋
- カーテン1枚挟んだ旦那の横で、オイルマッサージと称した猥褻痴漢を巧みに施される奥様が声を殺して何度もアクメ!!絶対にバレてはいけない人妻オイルマッサージ 4（9月29日（レンタル）/10月6日（セル）、LEO）他出演:日向あいり、二階堂ゆり
- 募集素人若奥様 マシンバイブチャレンジ! 最後まで潮を吹かなかったら100万円!負けたらSEX!（10月5日、サディスティックヴィレッジ）他出演:永井みひな、前田可奈子
- クソガキが秘密基地にデカパイ奥さんを連れ込みました! FILE2（10月5日、F&A）他出演:羽生ありさ
- 母子交尾 【信濃川嶋路】（10月7日、ルビー）
- 彼女の美人な母の裸を覗いていたらバレた!?怒られると思いきやまさかのドスケベ豹変!彼女にバレないようにこっそりセックス!（10月13日、MAGIC）他出演:羽生ありさ、早川瑞希
- ズボンが破けて尻肉がはみ出ている巨尻女に即ズボ生中発射! 何度もヤりたくなる神尻に一度では物足りず、ブっ続け入れっぱ連続中出し!（10月20日、DOC）他出演:来未エリカ、三島奈津子
- 旦那に内緒で他人ザーメン初飲み 素人妻、初めてのゴックン精飲体験 「奥さん、精子は飲みものです♥」 濃厚白液の催淫効果で奥さんエロ発情寝取られ受精SEXで中出し注入!!（10月27日、S級素人）他出演:RISA、一乃瀬るりあ、桜咲姫莉、白川あまね、北川ゆず
- 高貴なる美脚淫妻（10月29日、ジュエル）※「白石翔子」名義
- 出産して急激に感度があがったママチャリ早漏妻 16 特盛り!5人全員中出しSP（11月2日、ナチュラルハイ）他出演:永井みひな、宮崎あや、苑田あゆり、斉藤みゆ
- 「『おばさんを痴漢してどうする気?』男を忘れた美淑女は尻に押しつけられたチ○ポの感触が久しぶり過ぎてバック挿入も拒めない」 VOL.2（11月2日、DANDY）他出演:牧野遥、森下美緒、三上絵理香、五十嵐潤
- 欲求不満な妻の友人達の激しすぎるグラインド騎乗位（11月2日、F&A）共演:かなで自由、早川瑞希、羽生ありさ
- 「奥さん!!中出しの仕方教えて下さい m(_ _)m」 マ○コで射精出来無いセンズリ大好き男子を奥様は不憫に思い、ひと肌脱いでハダカの相談お人好しで断れない優しい人妻のHなボランティア活動（11月10日、S級素人）他出演:夏希みなみ、玉木くるみ、月宮こはる、結城ありさ、黒瀬萌衣
- 夜勤病棟レ○プ 2 深夜の病室に一人で見回りに来た新米看護師 純白のナース服をヒキチギッテ中出しレ○プ!!完全撮り下ろし合計8人（11月16日、サディスティックヴィレッジ）他出演:森苺莉、宮沢ちはる、苑田あゆり、明海こう、佐野あい、玉木くるみ、一ノ瀬恋
- 羞恥! エステティシャンになりたい私 男子生徒が見ている目の前でおっぱいやお尻の形が変わるほど揉まれる… スクールの実習で無遠慮なバストアップマッサージを受けさせられました…（11月16日、サディスティックヴィレッジ）共演:横山みれい、玉木くるみ、佐野あい、一ノ瀬恋、明海こう、苑田あゆり、宮沢ちはる、森苺莉
- 【モニタリング】絶倫童貞×黒パンストCA 「…何回でもナカに出してもいいよ♥」 一度中出しを許してしまったCAは絶倫チ◯コを目の前に一体どうなってしまうのか?? 大手航空会社勤務の客室乗務員が童貞男子と密室で二人っきり!! 優しく筆下ろしをエスコートするはずが、フライト帰りの蒸れた黒パンストに包まれたCAオマ◯コに暴発の連続!? 何度発射しても萎えない絶倫童貞チ◯ポを目の前に、思わず発情してしまったCAはド淫乱に豹変し、スパイダー騎乗位で何度も連続中出しを強要! 合計12発!（11月17日、DOC）他出演:大杜若羽、七海光、坪井美菜
- 弱みを握られ凌辱され恥辱を受けた熟女の末路 借金まみれで雑貨屋を経営する32歳の奥様を嬲る!（11月19日、艶熟）
- 深夜病棟 患者のために健気に働く美人看護師のほっそい喉奥に超巨根ゲロイラマレ○プ!（12月7日、サディスティックヴィレッジ）他出演:宮沢ちはる、森苺莉、明海こう、佐野あい、玉木くるみ、苑田あゆり、一ノ瀬恋
- 裏・人間♥廃業 森林原人（12月13日、EROTICA）共演:蓮実クレア、篠田ゆう、推川ゆうり、羽生ありさ、真木今日子、愛里るい、希咲あや、成宮はるあ、新堂有望
- 快楽だけを追求するシロウト人妻欲求不満を我慢できず自らAVへ応募 プロの技でイキまくり!! 人妻たちの願望 File.02（12月15日、MAD）他出演:中里美穂、滝本エレナ
- 鍋パNTR 【悲報】出不精の妻が同窓会も兼ねて同級生の新築パーリィーに行った時に撮られたで有ろう動画ですorz（12月28日、タカラ映像）
- ゴーゴーズ 人妻温泉忘年会 〜狂乱の宴2017〜 side.A（12月29日、ゴーゴーズ）共演:神宮寺ナオ、井上綾子 ほか
- ゴーゴーズ 人妻温泉忘年会 〜狂乱の宴2017〜 side.B（12月29日、ゴーゴーズ）共演:神宮寺ナオ、井上綾子 ほか
- ゴーゴーズ 人妻温泉忘年会 〜狂乱の宴2017〜 Special edition（12月29日、ゴーゴーズ）共演:神宮寺ナオ、井上綾子 ほか
- 職場の同僚同士がお金の為にエアSEX!? 本番してる訳じゃないのに興奮した2人はリアルSEXでそのまま生中出し!!（12月29日、プレステージ）※「さおり」名義　他出演:ひな、ゆき、さや、なつみ

2018年
- 恒例の新年会王様ゲームに強制参加させられても「仕事切るよ?」と言われたら逆らえず大乱交セックスをヤラされて泣き寝入りするしかないサディスティックヴィレッジの女ADと美人メイクさん（1月11日、サディスティックヴィレッジ）共演:佐野あい、宮沢ちはる、森苺莉、玉木くるみ、明海こう、横山みれい、一ノ瀬恋
- 修学旅行1日目を終えた女教師たちはどのような夜を過ごしているのか!?まさかこんなにドエロい夜を過ごしていたとは!徹底スクープ!!（1月12日、SCOOP）他出演:生田みく、さとう愛理、羽生ありさ
- ママチャリ妻が生ハメSEXで童貞クンのお悩み解決!（1月12日、プレステージ）※「ひろこ」名義　他出演:よしえ、ゆい、ゆみ、ひとみ
- マジックミラー号 心優しい子持ちのママがデカチンで妻に挿入を許してもらえない男性に素股奉仕 産後で感度が上がったマ○コは我慢できず、不倫挿入真正中出し! 5 2枚組6時間SP!!（1月25日、SODクリエイト）他出演:君島みお、笹倉杏、横山みれい、西内るな ほか
- バイブをマ●コに突っ込んだ状態で現れる超ドエロいデリヘルがいるという噂を聞きつけ実際に呼んでみたら、想像を超えるエロが目の前に広がっていた!!（1月26日、SCOOP）他出演:羽生ありさ、ひなた澪、白金れい奈
- パチンコ店でパートをする水泳で鍛えたエロボディのFカップ人妻（2月1日、プラネットプラス）
- ゴーゴーズ 人妻温泉忘年会 〜狂乱の宴2017〜 裏側全部見せます 180分スペシャル（2月2日、ゴーゴーズ）共演:神宮寺ナオ、井上綾子 ほか
- 意外と淫乱だった僕の愛妻が孕ませ寝取られされました。（2月8日、センタービレッジ）
- 駿○台にある悪徳整骨院の医院長が逮捕覚悟で撮影した女教師たちの痴態が流出!! FILE01（2月13日、EROTICA）他出演:蓮実クレア、新堂有望、真木今日子
- 精神が崩壊するほど濃厚なセックスがしたい人妻の異常な性癖（2月19日、ドグマ）
- 輪姦レイプ映像 犯されイカされ続けた人妻（2月19日、Pile DriverZ）
- 性家畜男犯 〜せいかちくだんぱん〜（3月19日、M男パラダイス）
- 寝取られ願望のある夫が仕掛けた温泉NTRマッサージ。（2月22日、F&A）他出演:星咲伶美
- TSFふたなりドクター抜刀小百合 〜ふたなり婦人科 秘密のカルテ〜（3月21日、ROCKET）共演:碧しの、小川桃果、堀越なぎさ
- 我が家に泊まりに来る姉の友人は丑三つ時に乳首を弄ってと受験生の僕に迫ってくる（3月21日、F&A）共演:河音くるみ、星宮あかり、星咲伶美
- ザ☆サテン痴女 手コキ男犯 02 連射・男の潮吹き・亀頭ドライ・尿道・睾丸責め（3月25日、MEGAMI）他出演:成澤ひなみ、森下美緒、真木今日子
- マゾエステ 『池上まひろ』の特別なM性感施術（4月7日、MEGAMI）
- 時には炎のように燃えてみたい 一線を越えた妻たち（4月13日、FAプロ）他出演:水沢かおり、今井ゆあ
- 天然Gカップ巨乳妻をナンパ性交（4月25日、ビッグモーカル）他出演:星宮あかり、麻里ひなの、河音くるみ ほか
- 医者も看護師も患者もオンナだらけの病院でオトコに飢えた彼女たちのロックオン尻誘惑に我慢できずフル勃起したボク、チ○ポを金玉カラカラになるまでハメられまくって再入院!（5月4日、h.m.p）共演:宮崎あや、佐々波りの、仁美まどか、星宮あかり
- 『愛し合う夫婦が残したいメモリアルヌードフォト』と題された雑誌の企画と妻を騙し、絶倫チ○ポ男と素肌密着偽撮影会で寝取られ検証!! 旦那よりも若くてカチカチに反り返ったチ○ポがマ○コまで3cmに超接近して奥さん急激欲情!? 2（5月4日、DOC）他出演:近藤ユキ、霧島さくら、高杉麻里
- 近所で一番の美人奥様が色っぽくて超タイプ!!我慢出来ずにパンティ&ブラ盗んでオナニー三昧「下着盗んだのキミでしょ!?」と叱られ、興奮して下半身が思わずもっこり「私みたいなおばさんに興味あるの?」と意味深なエロ笑顔（5月25日、SCOOP）他出演:椎葉みくる、天野小雪 ほか
- ヘンリー塚本原作 性欲 抑えがたし やめられませんコレだけは…（6月13日、FAプロ）他出演:一条綺美香
- むちむちの太ももに僕のチ○コを挟んでコスって誘惑してくる親友の美人姉に、ガマン汁を垂れ流すほど興奮してしまい…（6月15日、DOC）他出演:はるかみらい、七海ゆあ、宮川ありさ
- 若くして出産したまだまだ全然アリなお母さんの成熟した裸に触れ発情した僕はイケない事とは知りながら一線を越えてしまった（9月14日、なでしこ）他出演:羽月希、彩奈リナ、澁谷果歩、成宮いろは、波多野結衣
- 聖水ぶっかけマーキング 美痴女の体液まみれ（11月19日、MEGAMI）他出演:黒木いくみ、七海ゆあ、高城アミナ、成澤ひなみ、RISA、今井ゆあ、北川ゆず、森下美緒、響香

### イメージDVD
- 艶裸（2014年12月4日、REbecca）※「白川千織」名義